# Nong Han (huyện)
Nong Han (tiếng Thái: หนองหาน; phát âm tiếng Thái: [noọng hản]) là một huyện (amphoe) của tỉnh Udon Thani, đông bắc Thái Lan.

## Địa lý
Các huyện giáp ranh (từ phía nam theo chiều kim đồng hồ) là: Chai Wan, Ku Kaeo, Prachaksinlapakhom, Mueang Udon Thani, Phibun Rak và Thung Fon của tỉnh Udon Thani, và Sawang Daen Din của tỉnh Sakon Nakhon.
Ở đây có địa điểm khảo cổ Ban Chiang, di sản văn hóa thế giới.

## Hành chính
Huyện này được chia thành 12 phó huyện (tambon), các đơn vị này lại được chia ra thành 161 làng (muban). Có ba thị trấn (thesaban tambon) - Nong Han, Nong Mek and Ban Chiang mỗi đơn vị nằm trên một phần của tambon cùng tên. Có 12 Tổ chức hành chính tambon.
| STT. | Tên         | Tên Thái   | Số làng | Dân số |  |
| ---- | ----------- | ---------- | ------- | ------ |  |
| 1.   | Nong Han    | หนองหาน    | 17      | 16.031 |  |
| 2.   | Nong Mek    | หนองเม็ก    | 19      | 14.877 |  |
| 5.   | Phang Ngu   | พังงู        | 15      | 9.424  |  |
| 6.   | Sabaeng     | สะแบง      | 8       | 8.032  |  |
| 7.   | Soi Phrao   | สร้อยพร้าว   | 11      | 6.097  |  |
| 9.   | Ban Chiang  | บ้านเชียง    | 15      | 11.365 |  |
| 10.  | Ban Ya      | บ้านยา      | 11      | 5.602  |  |
| 11.  | Phon Ngam   | โพนงาม     | 20      | 13.373 |  |
| 12.  | Phak Top    | ผักตบ       | 13      | 8.287  |  |
| 14.  | Nong Phai   | หนองไผ่     | 14      | 9.024  |  |
| 17.  | Don Hai Sok | ดอนหายโศก  | 10      | 6.790  |  |
| 18.  | Nong Sa Pla | หนองสระปลา | 8       | 6.080  |  |

Các con số không có trong bảng này là tambon nay tạo thành huyện Phibun Rak và Ku Kaeo.